# Джунковские
Джунко́вские (укр. Джунковськi) — русский дворянский род.

## Происхождение и история рода
Происходит от Степана Кондратьевича Джунковского, бывшего в начале XVIII в. полковым есаулом Нежинского полка, а затем протоиереем Батуринского собора.
Согласно воспоминаниям В.Ф.Джунковского:

 Род наш происходит от монгольского князя «Мурза-ханг-Джунк», прибывшего в Москву в XV веке при Василии III в составе посольства. От него произошел воевода Ксендзовский, владевший поместьем в Галиции под названием «Джунковка». Потомство этого последнего разделилось на две ветви — русскую и галицкую.

Родоначальником русской ветви считается полковник черниговский Кондратий Джунковский, живший в конце XVII века, сын его Степан был полковым есаулом Нежинского полка, а затем протопопом батуринским. У этого последнего был сын Семен, тоже протопоп, и у него три сына священника, один из них Семен Семенович и является моим прадедом, а сын его Степан Семенович моим дедом.— 
Род Джунковских внесён во II и III части родословной книги Полтавской, С.-Петербургской и Харьковской губерний.

## Представители рода
- Джунковский, Степан Семёнович (1762—1839) — русский учёный, секретарь Вольного экономического общества, тайный советник; дед В. Ф. Джунковского.
- Джунковский, Фёдор Степанович (1816—1879) — генерал-лейтенант, активный участник Военной реформы царя Александра II, сын С.С. Джунковского (1762—1839).
- Джунковский, Владимир Фёдорович (1865—1938) — московский губернатор (1908—1913), генерал-лейтенант. Сын Ф.С. Джунковского.
- Джунковский, Степан Степанович (1868—1926) — русский военачальник, генерал-лейтенант, командир лейб-гвардии Драгунского полка, участник Первой мировой войны, Белого движения и Великого Сибирского Ледяного похода.
- Джунковский, Евгений Петрович (1872—1953) — русский ветеринарный врач, действительный статский советник.
- Джунковский, Георгий Николаевич (1918—1977) — советский специалист в области радиоэлектроники, лауреат Государственной премии СССР.

## Описание герба
В щите, рассечённом голубым и зелёным, окровавленное сердце, пронзённое опрокинутым мечом и двумя обращёнными вправо стрелами в звезду и сопровождаемое в 1 поле полумесяцем, двумя звёздами и под ними глобусом и во 2 — раскрытою книгою.